# Francesco Nori (banchiere)

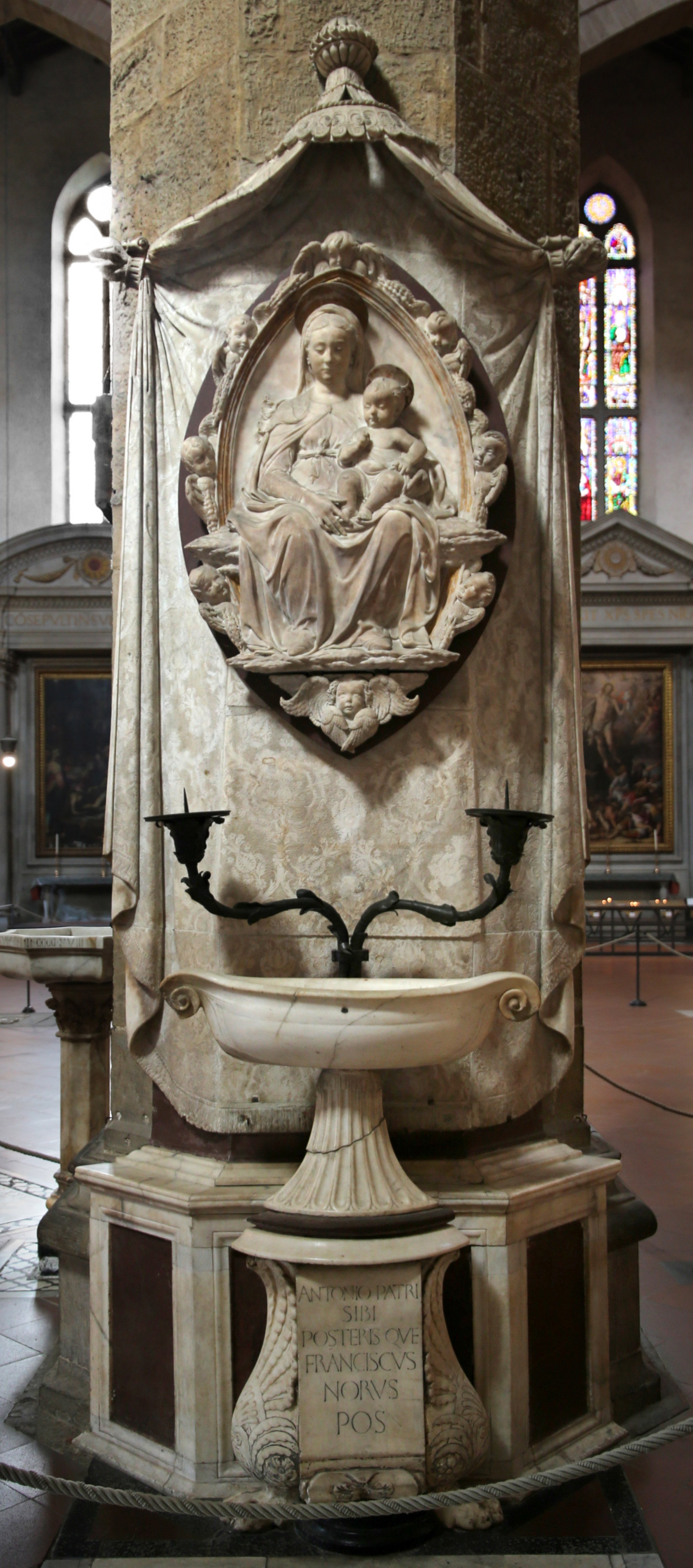
Firenze, Basilica di Santa Croce, Tomba di Francesco Nori, 1478 ca., opera di Antonio Rossellino

Francesco Nori (Firenze, 1430 – Firenze, 26 aprile 1478) è stato un banchiere italiano.

## Biografia
Membro della nobile famiglia fiorentina dei Nori, fu direttore della sede centrale del Banco dei Medici. È passato alla storia per aver salvato la vita all'amico Lorenzo il Magnifico nella congiura dei Pazzi del 26 aprile 1478. Interponendosi col suo corpo, fece da scudo al pugnale di Bernardo Bandini, morendo trafitto.
Dopo il 1478, lo scultore Antonio Rossellino realizzò nella basilica di Santa Croce a Firenze la sua tomba con scultura in marmo bianco raffigurante la Madonna del Latte.